# Маранджян, Генрих Саакович
Ге́нрих Саа́кович Маранджя́н (19 июля 1926 года, Ленинакан — 14 марта 2011 года, Санкт-Петербург), советский и российский кинооператор. Заслуженный деятель искусств РСФСР (1976).

## Биография
Окончил Всесоюзный государственный институт кинематографии (1951 год, мастерская А. Гальперина). С 1951 года работал оператором-постановщиком на киностудии «Ленфильм», операторский стаж более полувека (последнюю работу завершил в 2009 г.). Представитель ленинградской операторской школы, сотрудничавший с Владимиром Венгеровым, Иосифом Хейфицем, Алексеем Баталовым, Александром Белинским, Семёном Арановичем и другими режиссёрами, Генрих Маранджян снимал и социально-психологические драмы, и водевили, и героические киноповести, и трагикомедии, и фильмы-балеты. В девяностые годы, в сотрудничество с Ириной Евтеевой, он проявил себя и в авангарде.
С 1975 года преподавал в ЛГИК имени Н. К. Крупской.

## Семья
Супруга Фрижета Гургеновна Гукасян — главный редактор Первого творческого объединения киностудии «Ленфильм», киновед, преподаватель, кандидат искусствоведения, заслуженный деятель искусств РФ.
Дочери: Каринэ Генриховна Маранджян (1956—2021) — историк-японист, старший научный сотрудник Института восточных рукописей РАН; Мариам Генриховна Маранджян — учитель-сурдопедагог.

## Фильмография
- 1955 — «Счастье Андруса» (совм. с оператором С.Ивановым), реж. Г. М. Раппопорт
- 1955 — «Таланты и поклонники», реж. А. Н. Апсолон, Б. М. Дмоховский
- 1957 — «Степан Кольчугин», реж. Т. А. Родионова
- 1958 — «Город зажигает огни», реж. В. Я. Венгеров
- 1959 — «Шинель», реж. А. В. Баталов
- 1960—1961 — «Балтийское небо» (2 серии), реж. В. Я. Венгеров
- 1962 — «Порожний рейс», реж. В. Я. Венгеров
- 1963 — «День счастья», реж. И. Е. Хейфиц
- 1965 — «Рабочий посёлок», реж. В. Я. Венгеров
- 1966 — «В городе С.», реж. И. Е. Хейфиц
- 1968 — «Живой труп», реж. В. Я. Венгеров
- 1970 — «Салют, Мария!», реж. И. Е. Хейфиц
- 1971 — «Красный дипломат. Страницы жизни Леонида Красина», реж. С. Д. Аранович
- 1972 — «Плохой хороший человек», реж. И. Е. Хейфиц
- 1973 — «Пожар во флигеле», реж. Е. М. Татарский
- 1974 — «Свадьба Кречинского», реж. В. Е. Воробьёв
- 1975 — «Единственная…», реж. И. Е. Хейфиц
- 1976 — «…И другие официальные лица», реж. С. Д. Аранович
- 1977 — «Ася», реж. И. Е. Хейфиц
- 1979 — «Трое в лодке, не считая собаки» (2 серии), реж. Н. Б. Бирман
- 1980 — «Рафферти» (3 серии), реж. С. Д. Аранович
- 1980 — «Мы смерти смотрели в лицо», реж. Н. Б. Бирман
- 1981 — «Куда исчез Фоменко?», реж. В. Д. Гаузнер
- 1982 — «Анюта», фильм-балет, реж. А. А. Белинский
- 1982 — «Кориолан», реж. А. П. Айрапетян
- 1983 — «Долгая дорога к себе», реж. Н. В. Трощенко
- 1983 — «Магия чёрная и белая», реж. Н. Б. Бирман
- 1985 — «Воскресный папа», реж. Н. Б. Бирман
- 1986 — «Знаю только я», реж. К. С. Геворкян
- 1987 — «Перикола», телефильм, реж. А. А. Белинский
- 1987 — «Чаплиниана» телефильм, реж. А. А. Белинский
- 1989 — «Сирано де Бержерак», реж. Н. Б. Бирман
- 1990 — «Когда святые маршируют», реж. В. Е. Воробьёв
- 1991 — «Лошадь, скрипка и немного нервно», реж. И. В. Евтеева
- 1995 — «Эликсир», реж. И. В. Евтеева
- 2002 — «Клоун», реж. И. В. Евтеева
- 2003 — «Петербург», реж. И. В. Евтеева
- 2005 — «Вечные вариации» («Демон», «Тезей», «Фауст»), реж. И. В. Евтеева
- 2009 — «Маленькие трагедии», фантазия, реж. И. В. Евтеева

## Награды и премии
- Государственная премия РСФСР имени братьев Васильевых (1984) — за фильм «Анюта»
- Заслуженный деятель искусств РСФСР (1976)
- Премия Всесоюзного кинофестиваля за лучшую операторскую работу по картине «Рабочий посёлок» (1966)
- «Отличник кинематографии СССР» (1967)
- Приз Общероссийского фестиваля анимации в Тарусе за лучшую операторскую работу по картине «Эликсир» (1996)[3]
- Награждён Орденом Дружбы (1997)[4]
- Профессиональная премия «Медный всадник» за вклад в петербургское киноискусство (2008—2009)
- Награждён почётной грамотой Президиума Верховного Совета РСФСР (1969)
- Награждён медалью «За доблестный труд» (1970)
- Награждён знаком «Победитель социалистического соревнования 1973 г.» (1974)
- Многократно награждён благодарностями киностудии «Ленфильм»